# Balho
Balho (arabisch بالهو) ist ein Ort in der Region Tadjoura in Dschibuti, an der Grenze zu Äthiopien. Die Bewohner sind größtenteils Afar.
Bei Balho wurden Felsmalereien gefunden. Diese wurden 1974 im damaligen Französischen Afar- und Issa-Territoriums als Briefmarkenmotive verwendet.
1991 schlossen sich in Balho drei Afar-Oppositionsgruppen zur Front pour la restauration de l’unité et la démocratie (FRUD) zusammen, die im dschibutischen Bürgerkrieg gegen die Regierung kämpfte. 1993 konnte die Armee Balho, Dorra und Randa zurückerobern und die FRUD nach Norden abdrängen.